# Carlo Pileri
Carlo Pileri (Roma, 11 marzo ...) è un sindacalista, scrittore e numismatico italiano.

## Biografia
Dirigente della UIL, dal 1989 al 1992 segretario nazionale della categoria dei braccianti UISBA - UIL nonché del FILBI il sindacato dei lavoratori dei consorzi di bonifica. In tale veste ha condotto trattative per i rinnovi contrattuali firmando due Contratti Collettivi Nazionali del settore.
È stato collaboratore di Ruggero Ravenna e poi dal 1979 di Giorgio Benvenuto alla segreteria generale della UIL, e ha continuato la collaborazione con Giorgio Benvenuto quando divenne Segretario Generale del Ministero delle Finanze e Segretario nazionale del Partito Socialista Italiano.
Dal 2000 al 2012 è stato Presidente nazionale dell'ADOC (Associazione difesa e orientamento dei consumatori) e in tale veste ha contribuito alla fondazione di Consumers' Forum, dell'Associazione europea AEC e del "Forum nazionale del Servizio Civile" di cui, nel novembre 2007, è stato eletto Vice Presidente Nazionale.
Nella sua qualità di Presidente Nazionale dell'ADOC per 12 anni ha fatto crescere l'Associazione portandola dai 29 000 iscritti del 2000 agli oltre 90 000 nel 2010, contribuendo a creare un gruppo dirigente coeso e motivato. L'ADOC negli anni della Presidenza Pileri si è caratterizzata per la sua forza innovatrice nel movimento dei consumatori italiani ed europei, puntando su un'attività di natura sociale e solidaristica, verso i meno abbienti (il titolo della relazione di Pileri al Congresso dell'ADOC del 2003 fu "per la difesa degli spiccioli di diritto"), verso i giovani (coinvolti nell'attività dell'associazione grazie ai progetti VICO realizzati in collaborazione con l'Ufficio Nazionale del Servizio Civile dal 2004 al 2012), e infine verso gli immigrati in Italia e i loro diritti negati.
Con Rienzi, Trefiletti e Lannutti ha costituito nell'aprile 2002 l'Intesa Consumatori, federazione delle sigle consumeriste Adoc, Codacons, Federconsumatori e Adusbef.
È stato membro del CNCU dalla sua fondazione. Proprio su incarico del CNCU tra il 2007 e il 2008 ha fatto parte della commissione con Equitalia per la modifica delle cartelle di pagamento. Impegnato nella difesa del diritto alla privacy come valore irrinunciabile in una democrazia compiuta, ha portato avanti la campagna contro la legge istitutiva del Registro delle opposizioni, perché non garantista per il cittadino della privacy.
Con l'artista italo-bulgaro Alexander Jakhnagiev ha introdotto, per primo in Italia nel settore consumerista, i sistemi della "Guerrilla Marketing" combinati con l'arte e con le denunce di violazioni di diritti nel settore del consumerismo. La prima iniziativa è stata "I Piedi nel Piatto" con la BNL per Telethon, con la collaborazione di Nadia Bengala e Angelo Peruzzi, portiere della Lazio. Però la più significativa e complessa tra le campagne basate su questi principi innovativi e provocatori è stata certamente "Le lacrime dell'albero" realizzata tra il 2005 e il 2006 seguita l'anno successivo da "Sotto l'ombrello". Si è trattato di iniziative a carattere nazionale che hanno visto sposare azioni di Guerrilla marketing, arte e campagne per la tutela dei cittadini coinvolgendo bambini e ragazzi, sponsorizzando il riciclo dei materiali di risulta in oggetti d'arte. Altra importante iniziativa in campo artistico e storico è stata la promozione di una campagna per il completamento del monumento "Ai Mille di Garibaldi" a Marsala.
Nel giugno 2013 viene eletto Presidente onorario della associazione europea Codaction, per la quale partecipa in qualità di oratore alle conferenze internazionali sul gioco d'azzardo e le ludopatie da giochi d'azzardo di Minsk (Bielorussia) e Vilnius (Lituania). Nel marzo 2014 è eletto portavoce della federazione iConsumatori, che riunisce le associazioni dei consumatori Konsumer, MEC, ACU, MDC, DirittiDeiConsumatori, Confconsumatori. Dallo stesso anno, 2014,  fino al 2017, partecipa come garante per le Associazioni dei consumatori (iConsumatori-ACU) al programma televisivo di RAI Uno Affari tuoi condotto da Flavio Insinna. A giugno 2017 viene ricostituita iConsumatori (da Konsumer Italia e AECI di Ivan Marinelli) che lo rielegge Portavoce Nazionale dell'associazione.
Eletto nella Presidenza Federale dell'Istituto Fernando Santi dall'Assemblea Congressuale riunita a Roma l'11 dicembre 2013, è impegnato nella lotta per i diritti degli italiani emigrati all'estero e degli immigrati in Italia.
Il 2 giugno 2006 è stato insignito dal Presidente della Repubblica Giorgio Napolitano del titolo di Cavaliere al merito della Repubblica per la sua attività sociale.

## Attività pubblicistica
Autore insieme a Claudio Melchiorre del volume Da sudditi a consumatori. Storia e diritti dei consumatori in Italia edito nel 2001, a cura della casa editrice DataUfficio, sull'evoluzione del movimento dei consumatori in Italia.
Sempre nel 2001 è autore del libro "Ciao Lira! Come cavarsela con l'Euro" scritto assieme a Claudio Abbate e Andrea Mariotti Solimani che ricostruisce la storia della moneta in Italia fino all'introduzione dell'Euro.
Pubblica nel 2000 un libro di poesie intitolato "Cartoline". Le poesie evocano esperienze e sensazioni vissute in esperienze di viaggio.
Nel dicembre 2012 pubblica il libro Quando volano i fenicotteri. Ascesa e declino del movimento dei consumatori edito dalla Fondazione Bruno Buozzi, e come e-Book (reperibile su i-Tunes e Amazon) dalla casa Editrice Pensieri e Parole di Padova. La prefazione è di Giorgio Benvenuto e vi sono inediti contributi di Carlo Rienzi, Rosario Trefiletti e Stefano Masini.
Ha diretto per 10 anni la rivista mensile Adocchiatutto.
Ha collaborato con The Huffington Post Italia, come commentatore del mondo consumerista, dall'ottobre 2012. Collabora da gennaio 2013 con la Radio Latte e Miele, come commentatore nella rubrica "Usi e consumi" condotta da Vicky Mangone.
È tra i collaboratori del Catalogo Krause "Standard Catalog of World Coins" per la cui edizione del 2008 ha aggiornato alcune voci relative alle monete del Vaticano.
È citato tra gli italiani famosi nell'edizione 2011 del "Who's who".
L'antologia poetica "Frammenti" curata da Francesca Pizzuti e con prefazione di Plinio Perilli, dell'editrice Pagine, pubblica nell'edizione del  2013 quattro sue  poesie (Ydra, Atahualpa, Luna park, Highlanders' prayer). Una sua poesia, "Bülbülderesi", è stata pubblicata nel libro del turco Ahmet Almaz intitolato Shek Hina.
Ha curato il volume Accordi di Libertà, dalla revisione del concordato agli accordi con le altre confessioni religiose, ed. Fondazione Allori 2014.
Nei volumi dell’Associazione filatelica e numismatica italiana “150 anni di Roma capitale d’Italia” pubblicato a novembre 2021, è autore del capitolo “Il passaggio dalla moneta pontificia a quella italiana” e in quello “100 anni dall’avvio del totalitarsmo in Italia” dell’ottobre 2022 è autore del capitolo “l’iconografia della lira italiana durante il regno di Vittorio Emanuele III”.
Nel volume “1950/1970 quel meraviglioso miracolo economico italiano visto con gli occhi della filatelia e della numismatica” edito dalla Fondazione B.Buozzi - ott. 2022, è autore dei capitoli “i consumatori: questo nuovo mondo” e “la numismatica”